# Groupe de NGC 2989
Le groupe de NGC 2989 comprend au moins trois galaxies situées dans la constellation de l'Hydre. La distance moyenne entre ce groupe et la Voie lactée est d'environ 65,6 Mpc (∼214 millions d'al). 

## Membres
Le tableau ci-dessous liste les trois galaxies du groupe dans l'ordre indiquées dans l'article de A.M. Garcia paru en 1993.   
| Nom          | Classification | Type                        | α (J2000.0)   | δ (J2000.0)  | Vitesse radiale (km/s) | Magnitude apparente | Distance (Mpc) | Diamètre (kal) |
| ------------ | -------------- | --------------------------- | ------------- | ------------ | ---------------------- | ------------------- | -------------- | -------------- |
| MCG -3-25-15 | SB?            | Spirale barrée              | 09h 42m 29.0s | -16° 58′ 36″ | 4174 ± 6               | 15,0583             | 66,6 ± 4,7     | 103            |
| NGC 2989     | SAB(s)bc?      | Spirale intermédiaire       | 09h 45m 25.2s | -18° 22′ 26″ | 4141 ± 4               | 13,0                | 66,1 ± 4,6     | 150            |
| MCG -3-25-21 | SB(s)d         | Spirale barrée magellanique | 09h 45m 50.4s | -17° 35′ 22″ | 4012 ± ?               | 12,459 +/- 0,01a    | 64,2 ± 4,5     | 88             |

- aDans le proche infrarouge.

Le site DeepskyLog permet de trouver aisément les constellations des galaxies mentionnées dans ce tableau ou si elles ne s'y trouvent pas, l'outil du site constellation permet de le faire à l'aide des coordonnées de la galaxie. Sauf indication contraire, les données proviennent du site NASA/IPAC.